# Málkův kříž
Málkův kříž je pomník na severních svazích Kančího vrchu, jenž je součástí Jizerských hor. Má podobu kamene s iniciálami „F. M.“ a datem 20. listopadu 1870, do něhož je zapuštěn železný kříž. Kolem kamene je dřevěný plůtek s kamennými sloupky.
Málek byl zdejším svědomitým lesníkem bydlícím v dětřichovické myslivně, jehož se obávaly pytlácké bandy, které v té době (na konci 19. století) v oblasti mezi Dětřichovem, Albrechticemi a Vysokým řádily. Několik pytláků poslal do vězení a jednoho v lese postřelil. Na Velikonoce dostal anonymní dopis, v němž stálo, že „umře v lese jako pes, nepřestane-li honit chudáky“. Ráno 20. listopadu odešel na kontrolu revíru vyzbrojen pouze puškou nabitou zaječími broky. Po obhlídce lesa se chtěl ještě zastavit na místní pile a nakonec zajít do hospody. Domů se však již nevrátil. Našli jej tři dřevaři z Filipky, které na místo přilákalo vytí a zuřivé štěkání psů. Málka našli v bezvědomí, těžce zraněného a obličej i prsa měl rozstřílená hrubým sekaným olovem. Donesli jej do myslivny, kde se však již k životu neprobral a kolem 17. hodiny skonal.
Pachatele se odhalit nepovedlo. Až po 27 letech (roku 1897) udal jistý člověk z Vysokého svého švagra Antonína Riegra, v té době dvaapadesátiletého zedníka a plátenického tovaryše, že to byl on, kdož na polesného Málka v lese vystřelil. Policejní vyšetřování toto nařčení potvrdilo. Lesník Málek osudného dne narazil na skupinu pytláků pocházejících z Vysokého, která se vypravila na zajíce. Ač nechal pušku na rameni a pytlákům hrozil pouze holí, Rieger na něj vystřelil. Soud ho za to odsoudil k trestu smrti. K vykonání rozsudku ovšem nedošlo, protože se jeho obhájci díky kličkám v zákoně podařilo tento trest odvrátit a vrah si nakonec odseděl 12 let za mřížemi. Po jeho odpykání se vrátil do své rodné obce, kde žil až do smrti řádným životem.